# 关东巧玲花
关东巧玲花（学名：Syringa pubescens subsp. patula）为木犀科丁香属巧玲花的亚种。分布在朝鲜以及中国大陆的辽宁、吉林等地，生长于海拔300米至1,200米的地区，多生在灌丛、林下、山坡草地及岩石坡。

## 别名
关东丁香（中国树木分类学）